# A (panfilo)
M/Y A è un yacht di lusso disegnato da Philippe Starck e Martin Francis, e costruito da Blohm + Voss nel cantiere HDW a Kiel in Germania. È stato commissionato nel novembre 2004, e varato nel 2008 al non confermato costo di $300 milioni. Con una lunghezza di 119 metri e un dislocamento di quasi 6,000 tonnellate, è una dei più grandi yacht al mondo.
Chiamato "A" per le iniziali dei suoi due proprietari, Andrej e Aleksandra Mel'ničenko, il suo stile provocatorio con la sua caratteristica prua rovesciata ha polarizzato le opinioni sin dal lancio. Evoca un misto tra un sottomarino e un'imbarcazione stealth, alcuni commentatori l'hanno definita la "più amata e odiata nave sul mare".